# Nederlands Hervormde kerk ('s-Gravendeel)
De Nederlands Hervormde kerk is het kerkgebouw van de hervormde gemeente in 's-Gravendeel, Zuid-Holland. Sinds 2004 is deze gemeente onderdeel van de Protestantse Kerk in Nederland en voordien van de Nederlandse Hervormde Kerk.

## Geschiedenis
Ds. Hendrik Hamer, wie van 1621 tot 1653 de predikant van 's-Gravendeel was, streed voor een stenen kerk, in plaats van de oude "getimmerte kerck". Die kerk werd in 1637 voltooid, maar er waren al snel te weinig zitplaatsen. De kerkvoogden probeerden door mensen uit Mookhoek en jeugd onder de 15 jaar geen plaats meer te bieden in de kerk. Dit tot afschuw van de kerkvoogdij, waarna er in maart 1839 in het noorden van de kerk wordt aangebouwd. Tussen 1850 en 1900 werden de westelijke en oostelijke ingangen dichtgemetseld en werd de ingang verplaatst naar het noorden. Dit gebeurde om tocht te voorkomen. In 1904 verwoestte een grote brand de oude kerk, waarna er in 1905 een nieuwe in de vorm van een Grieks kruis gebouwd werd. Rond 1950 en 1980 werd de kerk nog wat uitgebreid, maar de vorm van de kerk bleef een Grieks kruis. 